# 소 아이디얼
환론에서 소 아이디얼(素ideal, 영어: prime ideal)은 아이디얼 가운데 소수와 같은 성질을 갖는 것들이다. 가환환의 소 아이디얼은 대수기하학에서 아핀 스킴의 부분다양체에 대응하며, 아핀 스킴의 위상 공간의 한 점을 이룬다.

## 정의
환 {\displaystyle R}의 양쪽 진 아이디얼 {\displaystyle {\mathfrak {p}}\subsetneq R}에 대하여 다음 조건들이 서로 동치이며, 이 조건을 만족시키는 진 아이디얼을 소 아이디얼이라고 한다.
- 임의의 두 양쪽 아이디얼 {\displaystyle {\mathfrak {a}},{\mathfrak {b}}\subseteq R}에 대하여, 만약 {\displaystyle {\mathfrak {a}}{\mathfrak {b}}\subseteq {\mathfrak {p}}}라면 {\displaystyle {\mathfrak {a}}\subseteq {\mathfrak {p}}}이거나 {\displaystyle {\mathfrak {b}}\subseteq {\mathfrak {p}}}이다.[1]:155, Definition 10.1
- 임의의 {\displaystyle r,s\in R}에 대하여, 만약 {\displaystyle (r)(s)\subseteq {\mathfrak {p}}}라면 {\displaystyle r\in {\mathfrak {p}}}이거나 {\displaystyle s\in {\mathfrak {p}}}이다.[1]:155, Proposition 10.2
- 임의의 {\displaystyle r,s\in R}에 대하여, 만약 {\displaystyle rRs\subseteq {\mathfrak {p}}}라면 {\displaystyle r\in {\mathfrak {p}}}이거나 {\displaystyle s\in {\mathfrak {p}}}이다.[1]:155, Proposition 10.2
- 임의의 오른쪽 아이디얼 {\displaystyle {\mathfrak {A}},{\mathfrak {B}}\subseteq R}에 대하여, 만약 {\displaystyle {\mathfrak {A}}{\mathfrak {B}}\subseteq {\mathfrak {p}}}라면 {\displaystyle {\mathfrak {A}}\subseteq {\mathfrak {p}}}이거나 {\displaystyle {\mathfrak {B}}\subseteq {\mathfrak {p}}}이다.[1]:155, Proposition 10.2
- 임의의 왼쪽 아이디얼 {\displaystyle {\mathfrak {A}},{\mathfrak {B}}\subseteq R}에 대하여, 만약 {\displaystyle {\mathfrak {A}}{\mathfrak {B}}\subseteq {\mathfrak {p}}}라면 {\displaystyle {\mathfrak {A}}\subseteq {\mathfrak {p}}}이거나 {\displaystyle {\mathfrak {B}}\subseteq {\mathfrak {p}}}이다.[1]:155, Proposition 10.2
- {\displaystyle R\setminus {\mathfrak {p}}}는 m계를 이룬다.[1]:156, Corollary 10.4
- 몫환 {\displaystyle R/{\mathfrak {p}}}가 소환이다.[1]:158

여기서 환 {\displaystyle R}의 부분 집합 {\displaystyle S\subseteq R}가 다음 조건을 만족시킨다면 m계(m系, 영어: m-system)라고 한다.
- 임의의 {\displaystyle s,t\in S}에 대하여, {\displaystyle srt\in S}인 {\displaystyle r\in R}가 존재한다.

물론, 모든 곱셈 모노이드는 m계를 이룬다.

### 완전 소 아이디얼
환 {\displaystyle R}의 양쪽 진 아이디얼 {\displaystyle {\mathfrak {p}}\subsetneq R}에 대하여 다음 조건들이 서로 동치이며, 이 조건을 만족시키는 진 아이디얼을 완전 소 아이디얼(完全素ideal, 영어: completely prime ideal)이라고 한다.
- 임의의 {\displaystyle r,s\in R}에 대하여, 만약 {\displaystyle rs\in {\mathfrak {p}}}라면 {\displaystyle r\in {\mathfrak {p}}}이거나 {\displaystyle s\in {\mathfrak {p}}}이다.
- 몫환 {\displaystyle R/{\mathfrak {p}}}는 영역이다.[1]:194
- {\displaystyle R\setminus {\mathfrak {p}}}는 곱셈에 대하여 모노이드를 이룬다.

### 소원
소환 {\displaystyle R}의 원소 {\displaystyle p\in R}가 다음 조건들을 모두 만족시킨다면 소원(素元, 영어: prime element)이라고 한다.:§4.2
- {\displaystyle pR=Rp}
- {\displaystyle p\neq 0}
- {\displaystyle pR}는 소 아이디얼이다. 즉, 임의의 {\displaystyle r,s\in R}에 대하여, 만약 모든 {\displaystyle t\in R}에 대하여 {\displaystyle p\mid rts}라면, {\displaystyle p\mid r}이거나 {\displaystyle p\mid s}이다. (여기서 {\displaystyle p\mid a}는 {\displaystyle a\in Rp=pR}를 뜻한다.)

마찬가지로, 소환 {\displaystyle R}의 원소 {\displaystyle p\in R}가 다음 조건들을 모두 만족시킨다면 완전 소원(完全素元, 영어: completely prime element)이라고 한다.:§4.2
- {\displaystyle pR=Rp}
- {\displaystyle p\neq 0}
- {\displaystyle pR}는 완전 소 아이디얼이다. 즉, 임의의 {\displaystyle r,s\in R}에 대하여, 만약 {\displaystyle p\mid rs}라면 {\displaystyle p\mid r}이거나 {\displaystyle p\mid s}이다.

물론 {\displaystyle pR=Rp}인 것은 가환환에서 자동적으로 성립한다.
(가환) 정역에서, 모든 소원은 기약원이지만,:284, Proposition 8.11 그 역은 성립하지 않는다. 다만, 유일 인수 분해 정역에서는 기약원의 개념과 소원의 개념이 일치한다. 예를 들어, 유수가 1이 아닌 대수적 정수환 {\displaystyle \mathbb {Z} [{\sqrt {-5}}]}에서, 3은 기약원이지만 다음과 같이 소원이 아니다.:284
{\displaystyle 3\mid 9=(2+{\sqrt {-5}})(2-{\sqrt {-5}})}
{\displaystyle 3\nmid 2+{\sqrt {-5}}}
{\displaystyle 3\nmid 2-{\sqrt {-5}}}

## 성질
일반적인 환의 아이디얼에 대하여, 다음과 같은 포함 관계가 성립한다.
아이디얼 ⊇ 소 아이디얼 ⊇ 완전 소 아이디얼 ∪ 극대 아이디얼
그러나 완전 소 아이디얼과 극대 아이디얼 사이에는 포함 관계가 존재하지 않는다.
임의의 환 {\displaystyle R}에 대하여, 다음 두 조건이 서로 동치이다.
- 영 아이디얼이 소 아이디얼이다.
- 소환이다.

임의의 환 {\displaystyle R}에 대하여, 다음 두 조건이 서로 동치이다.
- 영 아이디얼이 완전 소 아이디얼이다.
- 영역이다.

(극대 아이디얼의 경우 마찬가지로 단순환에 대응한다.)
자명환이 아닌 환은 초른 보조정리에 따라 항상 하나 이상의 소 아이디얼을 갖는다 (특히, 하나 이상의 극대 아이디얼을 갖는다). 주어진 환 {\displaystyle R}의 소 아이디얼들의 부분 순서 집합은 항상 하나 이상의 극소 원소들을 가지며, 또한 임의의 소 아이디얼 {\displaystyle {\mathfrak {p}}}에 대하여, {\displaystyle {\mathfrak {p}}}에 포함되는 극소 소 아이디얼이 존재한다.

### 함자성
두 환 {\displaystyle R}, {\displaystyle S} 사이의 환 준동형 {\displaystyle f\colon R\to S} 및 {\displaystyle S}의 완전 소 아이디얼 {\displaystyle {\mathfrak {p}}\vartriangleright S}에 대하여, 그 원상 {\displaystyle f^{-1}({\mathfrak {p}})}는 {\displaystyle R}의 완전 소 아이디얼이다. (그러나 이는 소 아이디얼에 대하여 성립하지 않을 수 있다.) 따라서, {\displaystyle R}의 완전 소 아이디얼들의 집합을 {\displaystyle \operatorname {compSpec} (R)}라고 한다면, 이는 함자
{\displaystyle \operatorname {compSpec} \colon \operatorname {Ring} ^{\operatorname {op} }\to \operatorname {Set} }
를 정의한다.
가환환의 경우, 완전 소 아이디얼과 소 아이디얼의 개념이 일치한다. 이 경우, 사실 가환환 {\displaystyle R}의 소 아이디얼의 집합 {\displaystyle \operatorname {Spec} (R)}은 위상 공간 및 스킴의 구조를 부여할 수 있어 스킴의 범주 {\displaystyle \operatorname {Sch} }로 가는 함자
{\displaystyle \operatorname {Spec} \colon \operatorname {Ring} ^{\operatorname {op} }\to \operatorname {Sch} }
를 정의한다.

### 소 아이디얼 원리
환 {\displaystyle R}의 양쪽 아이디얼들의 집합 {\displaystyle {\mathcal {F}}\subseteq \operatorname {Sub} (R_{R})}가 다음 두 조건들을 만족시킨다면, 오카 족([岡]族, 영어: Oka family)이라고 한다.:Definition 2.1:Definition 2.1
- {\displaystyle R\in {\mathcal {F}}}
- 임의의 {\displaystyle r\in R} 및 양쪽 아이디얼 {\displaystyle _{R}{\mathfrak {a}}_{R}}에 대하여, 만약 {\displaystyle {\mathfrak {a}}+RrR\in {\mathcal {F}}}이며 {\displaystyle (r)^{-1}{\mathfrak {a}}=\{s\in R\colon rRs\subseteq {\mathfrak {a}}\}\in {\mathcal {F}}}이며 {\displaystyle {\mathfrak {a}}(r)^{-1}=\{s\in R\colon sRr\subseteq {\mathfrak {a}}\}}라면, {\displaystyle {\mathfrak {a}}\in {\mathcal {F}}}이다.

소 아이디얼 원리(영어: prime ideal principle)에 따르면,:Theorem 3.4:2.4 {\displaystyle {\mathcal {F}}}가 환 {\displaystyle R}의 오카 족이라고 할 때, {\displaystyle {\mathcal {F}}}의 여집합 {\displaystyle \operatorname {Sub} (_{R}R_{R})\setminus {\mathcal {F}}}의 극대 원소는 소 아이디얼이다. (여기서 {\displaystyle \operatorname {Sub} (_{R}R_{R})}는 {\displaystyle R}의 모든 양쪽 아이디얼들의 집합이다.)
특히, 다음과 같은 아이디얼 족은 오카 족이다.
- 환 {\displaystyle R}의 m계 {\displaystyle S\subseteq R}에 대하여, {\displaystyle S}와 교차하는 양쪽 아이디얼들의 족 {\displaystyle \{{\mathfrak {a}}\vartriangleleft R\colon {\mathfrak {a}}\cap S\neq \varnothing \}}은 오카 족이다.[4]:Proposition 3.1
  - 가환환 {\displaystyle R}의 임의의 곱셈 모노이드 {\displaystyle S\subseteq R}에 대하여, {\displaystyle S}와 교차하는 아이디얼들의 족 {\displaystyle \{{\mathfrak {a}}\vartriangleleft R\colon {\mathfrak {a}}\cap S\neq \varnothing \}}은 오카 족이다.[5]:Proposition 3.1
- 환 {\displaystyle R}의 오른쪽 가군 {\displaystyle M_{R}}에 대하여, {\displaystyle \{{\mathfrak {a}}\vartriangleleft R\colon N{\mathfrak {a}}\neq 0\;\forall N_{R}\subseteq M_{R},\;N_{R}\neq 0\}}는 오카 족이다.[4]:Proposition 3.5
  - 가환환 {\displaystyle R}의 가군 {\displaystyle M}에 대하여, {\displaystyle \operatorname {Ideal} (R)\setminus \{\operatorname {Ann} _{R}(m)\colon m\in M\setminus \{0\}\}}은 오카 족이다.[5]:Proposition 3.5 (여기서 {\displaystyle \operatorname {Ann} (-)}은 소멸자를 뜻한다.)
- 환 {\displaystyle R}의 곱셈 모노이드 {\displaystyle S\subseteq R}에 대하여, 만약 모든 {\displaystyle s\in S}에 대하여 {\displaystyle sR=Rs}라면, {\displaystyle \{Rs=sR\colon s\in S\}}는 오카 족이다.[4]:Proposition 4.1
  - 가환환 {\displaystyle R}의 임의의 곱셈 모노이드 {\displaystyle S\subseteq R}에 대하여, {\displaystyle S}의 원소로 생성되는 주 아이디얼들의 족 {\displaystyle \{(s)\colon s\in S\}}은 오카 족이다.[5]:Proposition 3.17 특히, 모든 주 아이디얼들의 족 {\displaystyle \{(r)\colon r\in R\}}은 오카 족이다.
- 가환환 {\displaystyle R}의 유한 생성 아이디얼들의 족은 오카 족이다.[5]:Proposition 3.16 (그러나 이는 비가환환에 대하여 성립하지 않을 수 있다.[4]:§2)

### 소 아이디얼 회피
다음 데이터가 주어졌다고 하자.
- 환 {\displaystyle R}
- {\displaystyle R}의 양쪽 아이디얼들의 유한 집합 {\displaystyle \{{\mathfrak {a}}_{1},\dots ,{\mathfrak {a}}_{n}\}}. 또한, {\displaystyle n\geq 3}에 대하여 {\displaystyle {\mathfrak {a}}_{n}}은 완전 소 아이디얼이다.
- {\displaystyle R}의 부분 유사환 (즉, 곱셈에 대하여 닫힌, 1을 포함하지 않을 수 있는 덧셈 부분군) {\displaystyle S\subseteq R}. 또한, 모든 {\displaystyle 1\leq i\leq n}에 대하여 {\displaystyle S\not \subseteq {\mathfrak {a}}_{i}}이다.

소 아이디얼 회피 정리(素ideal回避定理, 영어: prime avoidance)에 따르면, 다음이 성립한다.
- {\displaystyle S\not \subseteq \bigcup _{i=1}^{n}{\mathfrak {a}}_{i}}

즉, {\displaystyle S}가 각 아이디얼들을 회피한다면, 모든 아이디얼들을 동시에 회피한다.

### 가환환의 소 아이디얼
가환환의 아이디얼에 대하여, 다음과 같은 포함 관계가 성립한다.
아이디얼 ⊇ 반소 아이디얼  ∪  으뜸 아이디얼 ⊇ 반소 아이디얼 ∩ 으뜸 아이디얼 = 소 아이디얼 = 완전 소 아이디얼 ⊇ 극대 아이디얼
가환환 {\displaystyle R}의 진 아이디얼 {\displaystyle {\mathfrak {p}}\subsetneq R}에 대하여, 다음 조건들이 서로 동치이다.
- {\displaystyle {\mathfrak {p}}}는 소 아이디얼이다.
- {\displaystyle {\mathfrak {p}}}는 완전 소 아이디얼이다.
- {\displaystyle R/{\mathfrak {p}}}가 정역이다.

가환환 {\displaystyle R}의 소 아이디얼 {\displaystyle {\mathfrak {p}}}의 여집합 {\displaystyle R\setminus {\mathfrak {p}}}가 모노이드를 이루므로, {\displaystyle R\setminus {\mathfrak {p}}}에 대하여 국소화를 취할 수 있다. 이 경우 {\displaystyle (R\setminus {\mathfrak {p}})^{-1}R}는 국소환을 이룬다.
가환환의 준동형 {\displaystyle f\colon R\to S} 및 {\displaystyle S}의 소 아이디얼 {\displaystyle {\mathfrak {p}}}에 대하여, {\displaystyle f^{-1}({\mathfrak {p}})}는 {\displaystyle R}의 소 아이디얼이다. (이는 비가환환의 경우 일반적으로 성립하지 않는다.)
가환환의 소 아이디얼의 이러한 성질들은 대수기하학에서 매우 중요한 역할을 한다. 이러한 이유 때문에, 환의 스펙트럼은 더 기하학적으로 자연스러운 극대 아이디얼 대신 소 아이디얼을 사용한다.
- 소 아이디얼의 준동형에 대한 원상이 소 아이디얼이므로, 이는 가환환의 범주에서 집합의 범주(또는 다른 구체적 범주)로 가는 반변 함자를 이룬다. 다시 말해, 환 준동형은 아핀 스킴 사이의 함수를 정의한다.
- 소 아이디얼의 여집합은 모노이드를 이루므로, 소 아이디얼에서 국소화를 취할 수 있으며, 이렇게 하여 얻은 환은 국소환이다. 즉, 환의 구조는 소 아이디얼에 대하여 국소적이다.

#### 높이
가환환 {\displaystyle R}의 소 아이디얼 {\displaystyle {\mathfrak {p}}\in \operatorname {Spec} R}의 높이 {\displaystyle \operatorname {ht} {\mathfrak {p}}}는 그 속에 포함되는 소 아이디얼들의 사슬의 길이의 상한이다.
{\displaystyle \operatorname {ht} {\mathfrak {p}}=\max\{n\colon {\mathfrak {p}}_{0}\subsetneq {\mathfrak {p}}_{1}\subsetneq \cdots \subsetneq {\mathfrak {p}}_{n}={\mathfrak {p}}\}}
특히, 높이가 0인 소 아이디얼은 포함 관계에 따라서 극소 원소인 소 아이디얼과 같으며, 이를 극소 소 아이디얼(極小素ideal, 영어: minimal prime ideal)이라고 한다.
예를 들어,
- 가환 아르틴 환의 경우 (크룰 차원이 0이므로) 극소 소 아이디얼 · 소 아이디얼 · 극대 아이디얼의 개념이 일치한다.
- 정역의 경우 유일한 극소 소 아이디얼은 영 아이디얼이다.
- 가환 뇌터 환은 유한 개의 극소 소 아이디얼들을 갖는다. (이는 에미 뇌터가 증명하였다.)

## 예
정수환 {\displaystyle \mathbb {Z} }의 소 아이디얼들은 소수와 일대일 대응한다. 구체적으로, 소수 {\displaystyle p}는 {\displaystyle p}의 배수들로 구성된 아이디얼 {\displaystyle p\mathbb {Z} =\{np\colon n\in \mathbb {Z} \}\subset \mathbb {Z} }와 대응한다. 이런 의미에서 소 아이디얼은 소수의 일반화라고 볼 수 있다. 수론에서 소수 {\displaystyle p}가 두 정수의 곱 {\displaystyle ab}를 나누면 {\displaystyle p}는 {\displaystyle a}나 {\displaystyle b} 둘 중 하나를 나눈다는 것은 잘 알려진 사실이다. 이 경우, {\displaystyle {\mathfrak {p}}\neq R}이라는 첫 조건은 1을 소수로 치지 않는다는 사실과 같다.

## 역사
역사적으로, 아이디얼의 개념은 수체의 대수적 정수환이 일반적으로 유일 인수 분해 정역이 아니라는 발견에서 비롯되었다. 수체의 대수적 정수환은 항상 데데킨트 정역이므로 아이디얼에 대해서는 유일 인수 분해가 성립하며, 이 경우 아이디얼의 소인수 분해에서 대응하는 "소수"는 소 아이디얼이다.
비가환환에서의 소 아이디얼의 정의는 볼프강 크룰이 1928년에 제시하였다.

## 같이 보기
- 환의 스펙트럼